# Smalvleugelspitskopmot
De smalvleugelspitskopmot (Ypsolopha mucronella) is een nachtvlinder uit de familie van de spitskopmotten (Ypsolophidae). 
De spanwijdte van de vlinder bedraagt tussen de 26 en 33 millimeter. 
De smalvleugelspitskopmot heeft wilde kardinaalsmuts als waardplant.
De vlinder komt verspreid van Europa en Klein-Azië tot Japan voor. De smalvleugelspitskopmot is in Nederland en in België een zeldzame soort. In Nederland vliegt de soort van juni tot augustus en mogelijk in een tweede partiële generatie van oktober tot mei en dan mogelijk overwinterend als imago. In het Verenigd Koninkrijk echter vliegt de soort van augustus tot mei.